# Ignaz Alexander Breitenauer
Ignaz Alexander Breitenauer (* 1757 in Eichstätt, getauft am 3. Mai; † 4. Mai 1838 ebenda) war ein Hofbildhauer des Klassizismus und Zeichenlehrer in Eichstätt.

## Leben
Die Eltern waren der aus Hochaltingen im Ries als Geselle nach Eichstätt zugezogene Bildhauer Joseph Anton Breitenauer (* 1722; † 1785) und seine Ehefrau, die Eichstätterin Maria Anna geb. Baier (* 1728; † 1790). Er hatte zwei ältere und fünf jüngere Geschwister, darunter Joseph Sebastian Felix Breitenauer (* 1761; † 1829), der als Kupferstecher in Eichstätt und später in Wien wirkte, und Franz Xaver Breitenauer (* 1765; † 1823), ebenfalls Bildhauer, und zwar an der Kaiserlichen Akademie in Wien. Schon früh zeigte sich Ignaz’ Talent zum Zeichnen. Er konnte aber aufgrund der finanziellen Verhältnisse der Familie keine entsprechende Ausbildung erfahren. So lernte er Bildhauerei bei seinem Vater, 1775/76 bei dem Bildhauer Joseph Angerer in Freising, ab dem 19. Lebensjahr bei Ignaz Engerle/Ingerl (* 1752; † 1801) in Augsburg und 1777–1785 bei Roman Anton Boos (* 1735; † 1810) in München. Vom 8. November 1785 an – definitiv angestellt im September 1789 – war er bis zur Säkularisation 1802/03 Hofbildhauer des fürstbischöflichen Hofes Eichstätt. Er betätigte sich 1805–1829 als Zeichenlehrer an der Bürgerschule und am Gymnasium Eichstätts; 1755 hatte er sich auch als Elfenbeinarbeiter bezeichnet. 1811 und 1814 beteiligte er sich an Ausstellungen der Akademie der Bildenden Künste in München. 1831 versteigerte er seine eigene Kunstsammlung und die entsprechende Fachliteratur. Er war zeitlebens ledig geblieben.

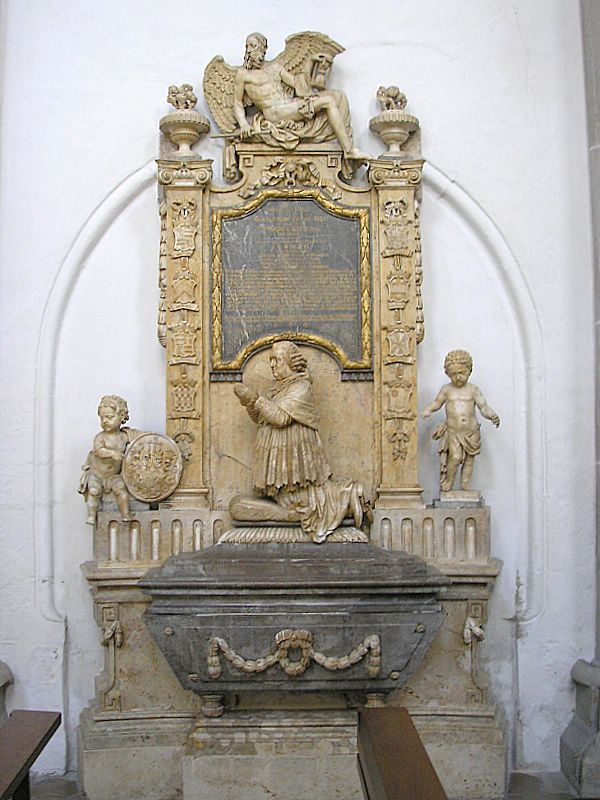
Zehmen-Epitaph im Westchor des Eichstätter Domes von Ignaz Alexander Breitenauer

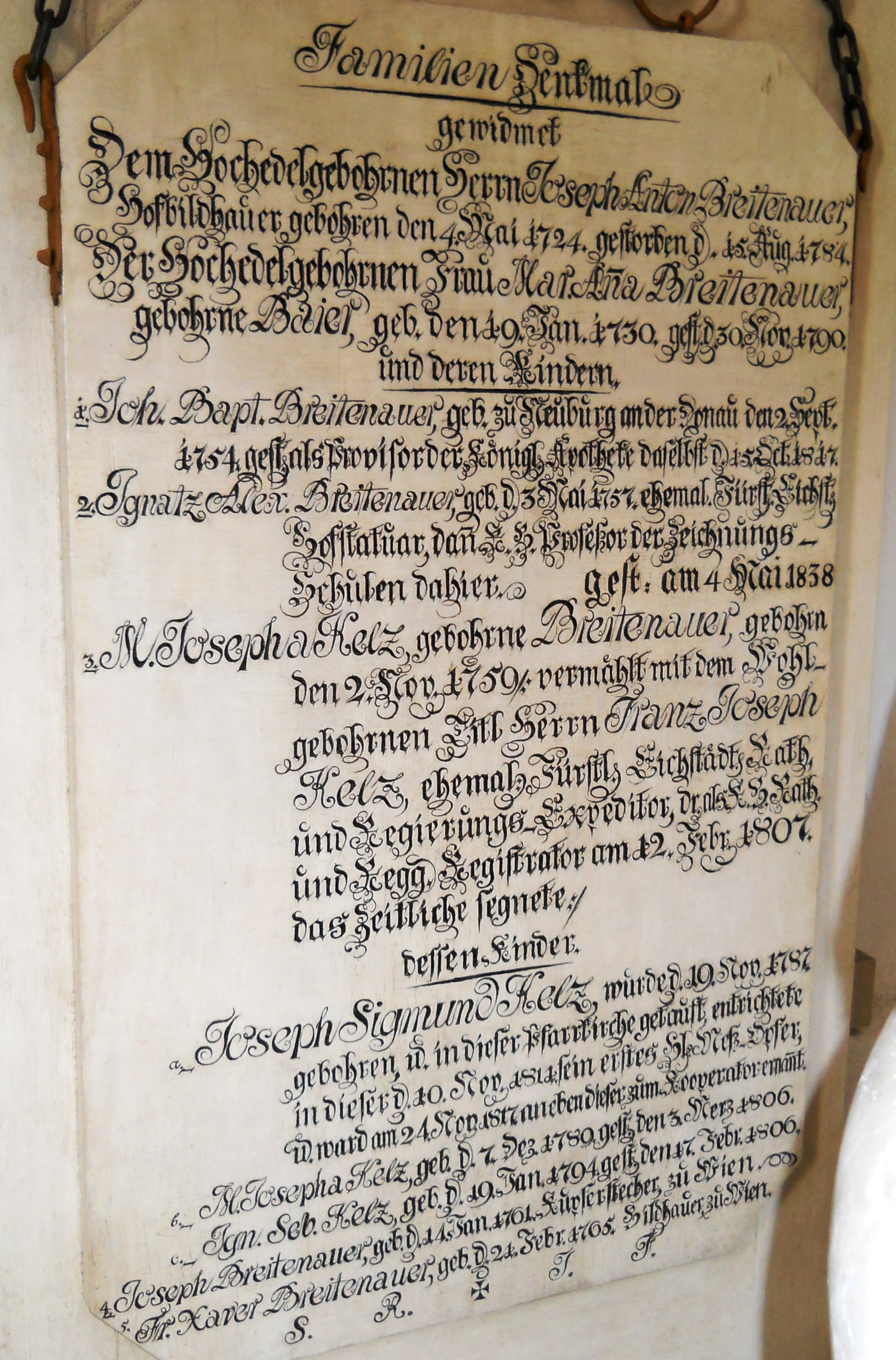
Denkmal der Familie Breitenauer in der Eichstätter Kloster- und Pfarrkirche St. Walburg

## Werke
- Überlebensgroße Sandsteinstatuen des hl. Johannes Nepomuk, der Immaculata und des hl. Dominikus (1781–1785 während der Lehre bei Ingerl in Augsburg entstanden; Verbleib ungeklärt)
- Apollo-, Diana-, Bacchus- und Ceres-Statue im Nymphenburger Park (während seines Studiums bei Roman Anton Boos entstanden)
- Kruzifix im Chor der Kath. Kirche St. Sebastian und Anna in Sappenfeld (um 1780; Zuschreibung)
- Den Tabernakel flankierende Reliefs am Hochaltar der Kath. Stadtpfarrkirche Herrieden (1781)
- Epitaph für Freifrau von Ulm (1785)
- Grabmal für Joseph H. J. de Battis († 1786)
- Figuren der hl. Maria und des Hl. Johannes für die Martinskirche in Greding (1787)
- Figur des Auferstandenen Christus in der Kath. Pfarrkirche Spalt (1788)
- Grabdenkmal für Graf von Oettingen-Baldern († 1787) im Eichstätter Dom (1789)
- Epitaph für Fürstbischof Johann Anton III. von Zehmen im Eichstätter Dom (1789/90; signiert)
- Sebastian-Statue in der Kath. Heilig-Geist-Kirche Eichstätt (zwischen 1790 und 1795; Zuweisung)
- Epitaph für Karl Heinrich von Riedheim († 1792)
- Grabmal der Freifrau von Freyberg-Hopferau an der Kapelle des Eichstätter Ostenfriedhofs (Ablehnung der Zuschreibung durch Mannes, S. 207)
- Skulptur einer Trauernden am Denkmal für J. F. von Pappenheim († 1792) im Park des Alten Schlosses Pappenheim (Zuschreibung abgelehnt von Mannes, S. 206)f
- Zwei Figuren von anbetenden Engeln (1796; im Kloster St. Walburg)
- Epitaph für Christoph Gustav von Eyb († 1797)
- Heilig-Grab-Christus-Relief im Eichstätter Dom (um 1789; Zuweisung)
- Judas Thaddäus-Statue (um 1790) und Statuette des Auferstandenen in der Kath. Pfarrkirche St. Walburga in Beilngries (Ende 18. Jahrhundert)
- Immaculata-Statue im Chor der Kath. Pfarrkirche St. Jacobus d. Ä. in Greding (um 1800; Zuweisung; diese „entschieden“ abgelehnt durch Mannes, S. 209)
- Zwei Leuchterengel in der Kath. Kirche St. Pantaleon in Reuth am Wald (um 1800; Zuweisung; abgelehnt durch Mannes, S. 209)
- Hl. Johannes der Täufer-Statue in der Kath. Kirche St. Johann Baptist in Biesenhard (nach 1800; Zuweisung)
- Figur des Hl. Florian (signiert; um 1800; im Württembergischen Landesmuseum Stuttgart)
- Epitaph für Freiherrn von Andlau († 1801), Mortuarium des Eichstätter Domes
- Modell eines Reiterstandbildes für Erzherzog Karl von Österreich (1801)
- Grabmal des Pfarrers Wolfgang Joseph Sausenhover († 1801) auf dem Eichstätter Ostenfriedhof
- Frühklassizistische Dekoration mehrerer Räume im Obergeschoss der ehemaligen Fürstbischöflichen Residenz Eichstätt (heute Landratsamt)
- Denkmal für Antonia Riedheim († 1804), Gusseisenplatte aus dem Obereichstätter Hüttenwerk nach einem Holzmodell Breitenauers
- Figur des hl. Michael (signiert; 1804 oder später entstanden; früher in Berlin im Kaiser-Friedrich-Museum; zerstört)
- Adam und Eva-Gruppe (1811; im Bayerischen Nationalmuseum München)
- Selbstporträt, Alabasterrelief (1812)
- Skulptur des griechischen Heros Theseus (1813; im Besitz des Historischen Vereins Eichstätt)
- Epitaph für Stadtpfarrer Simon Meyer († 1813) an der Martinskirche in Greding (Zuweisung; Ablehnung der Zuweisung durch Mannes, S. 207)
- Breitenauer’sches Familienepitaph in der Kloster- und Pfarrkirche St. Walburg (1821)
- Relief-Porträtkopf des Herzogs Eugen von Leuchtenberg (1823; im Besitz des Historischen Vereins Eichstätt)
- Modelle für Kruzifix- und St. Petrus-Darstellung auf zwei Glocken in Pfraundorf, gegossen 1802 in Eichstätt (Zuweisung durch Felix Mader, Kunstdenkmäler BA Eichstätt, S. 264; Glocken im Zweiten Weltkrieg eingeschmolzen)
- Portalentwurf für das Rathaus von Eichstätt (1823/24)
- Grabstein für Katharina Lang († 1826) auf dem Friedhof von Konstein
- Entwurf zum Frontispiz des Rituale Romano-Eichstettense des Fürstbischofs Joseph Graf von Stubenberg